# Dichiarazione anglo-tedesca (1938)
Con Dichiarazione anglo-tedesca si fa riferimento ad una dichiarazione congiunta firmata da Neville Chamberlain e Adolf Hitler il 30 settembre 1938, su proposta dello stesso Chamberlain.

## Contesto
Dopo l'annessione dell'Austria nella primavera del 1938, le mire espansionistiche di Hitler si rivolsero alla Cecoslovacchia, e in particolare alla regione dei Sudeti, all'interno della quale viveva una minoranza germanofona. Dopo lunghe trattative il 29 settembre a Monaco, i capi di governo di Gran Bretagna e Francia, Chamberlain e Édouard Daladier, si sedettero al tavolo delle trattative con Hitler e Benito Mussolini, e nella notte venne firmato un accordo in cui la regione dei Sudeti divenne territorio del Terzo Reich.
Il giorno successivo, prima di lasciare Monaco, Chamberlain contattò il Führer per convincerlo a firmare un ulteriore documento nel quale si ribadiva l'importanza primaria delle buone relazioni anglo-tedesche per la pace in Europa; si affermava che l'accordo di Monaco e l'accordo navale anglo-tedesco avrebbero rappresentato gli intenti collaborativi e il desiderio dei due paesi di adoperarsi per il mantenimento di reciproche buone relazioni; si sentenziava che il «metodo della consultazione sarebbe stato adottato per trattare ogni altra questione che potesse sorgere tra i due paesi», data la risolutezza degli sforzi per «rimuovere le possibili fonti di divergenza e così contribuire ad assicurare la pace in Europa»

## Dichiarazione
La dichiarazione affermava che l'accordo di Monaco da loro firmato il giorno prima, così come l'accordo navale anglo-tedesco, "simboleggiano la volontà di entrambi i popoli di non combattersi mai più", e anche "di promuovere la pace in Europa":
We regard the agreement signed last night and the Anglo-German Naval Agreement as symbolic of the desire of our two peoples never to fight each other again.
We have made a firm decision that the method of consultation will become the method adopted for dealing with all other questions that may concern our two countries, and we are determined to continue our efforts to eliminate possible sources of differences and thus contribute to peace in Europe.»
Consideriamo l'accordo firmato ieri sera e l'accordo navale anglo-tedesco come un simbolo del desiderio dei nostri due popoli di non combattersi mai più.
Abbiamo deciso fermamente che il metodo della consultazione diventi il metodo adottato per affrontare tutte le altre questioni che possono riguardare i nostri due paesi, e siamo determinati a continuare i nostri sforzi per eliminare possibili fonti di divergenze e contribuire così alla pace in Europa.»
(Adolf Hitler e Neville Chamberlain, 30 settembre 1938)
Come ulteriore passo di distensione politica nei confronti della Germania nazista, il 15 marzo 1939 fu firmato l'Accordo di Düsseldorf.